# Zahnbrasse
Die Zahnbrasse (Dentex dentex) ist ein Fisch aus der Familie der Meerbrassen (Sparidae).

## Merkmale
Die Zahnbrasse hat einen seitlich abgeflachten, ovalen Körper. Ausgewachsene Exemplare erreichen eine Körperlänge von bis zu einem Meter und ein Gewicht bis zu 14 Kilogramm. Der Rücken und die Flanken der Alttiere sind blaugrau, die jüngeren Tiere eher braunblau mit dunkleren Flossen.
Die ungeteilte Rückenflosse besitzt 11 harte Flossendornen und danach 11 bis 12 weiche, die Afterflosse 3 harte und 7 bis 9 weiche Flossenstrahlen.

## Verbreitung
Das Hauptverbreitungsgebiet der Zahnbrasse ist das Mittelmeer. Vorkommen werden im Schwarzen Meer und im Ostatlantik von den Britischen Inseln bis auf die Höhe von Mauretanien und manchmal bis zum Senegal und den Kanarischen Inseln sowie bei Madeira angetroffen.

## Lebensweise
Die älteren Fische schwimmen überwiegend einzeln, Jungtiere schließen sich demgegenüber zu Schulen oder kleinen Trupps zusammen. Der bevorzugte Untergrund besteht aus Felsboden oder Sandboden. Die bevorzugten Tiefen liegen zwischen 15 und 50 Metern des Eulitoral, Zahnbrassen kommen aber bis in 200 Meter Tiefe vor. Sie sind aktive Jäger und ernähren sich von kleineren Fischen, Weichtieren und Tintenfischen.
Obwohl Zahnbrassen (anders als manche andere Arten der Meerbrassen, etwa Goldbrasse oder Rotbrasse) grundsätzlich ihr Geschlecht im Laufe des Lebens nicht wechseln, können junge Individuen auch Hermaphroditen sein. Im Mittelmeer liegt die Laichzeit zwischen März und Mai.

## Systematik
Die Zahnbrasse ist eine von elf Arten der Gattung Dentex.

## Belege